# Кондор (космический аппарат)
«Кондор» — серия малых спутников дистанционного зондирования земли (ДЗЗ), разработанная НПО машиностроения для войск ВКО и иностранных заказчиков.
Российские аппараты обозначаются «Кондор», тогда как экспортные версии — «Кондор-Э».
Система предназначена для получения высококачественных изображений, необходимых для мониторинга земной поверхности и океанов, экологического мониторинга и эффективного управления природными ресурсами.
Космическая система «Кондор» на базе малых космических аппаратов (КА) обеспечивает: картографирование территорий, изучение и контроль природных ресурсов, океанологические исследования прибрежных акваторий и шельфовых зон, экологические исследования, информационное обеспечение при чрезвычайных ситуациях.
Спутники «Кондор» построены по модульному принципу и состоят из базовой унифицированной космической платформы и модуля полезной нагрузки, в качестве которой могут быть использованы радиолокатор с синтезированной апертурой, оптико-электронная аппаратура, научная аппаратура.

## История эксплуатации
Запуск на орбиту первого КА «Кондор» произведён 27 июня 2013 года с помощью ракеты-носителя (РН) лёгкого класса «Стрела» (созданной в НПО Машиностроения на базе РС-18 (УР-100Н УТТХ)). По данным JSR, запуск фактически был произведён в 16:53 UTC с площадки № 175 космодрома Байконур.
Масса аппарата — около 1150 кг, скорость передачи данных — до 350 Мбит/с
Орбита спутника: 494 × 503 км, с наклонением 74,7 градуса.
По данным Rui Barbosa, аппарат имеет номер «Кондор № 202». Обозначение спутника в системе NORAD — «COSMOS 2487», номер — 39194; номер в системе NSSDC — 2013-032A.
По данным автора сайта RussianSpaceWeb Анатолия Зака[кто?], данный спутник имеет радиолокационную полезную нагрузку, предположительно оборудован радиолокатором S-диапазона (9,5 см) и параболической антенной размером 6 на 7 метров (разработка ОКБ МЭИ) и может получать изображения в двух режимах:
в детальном режиме полоса захвата составляет 10 на 10—20 км, разрешение — 1—2 метра на точку;
в панорамном режиме полоса захвата имеет ширину 20—160 км, а разрешение составляет 5—20 м.
Радиолокатор разработан в Концерне радиостроения «Вега».
«Кондор-Э» № 2 выведен на целевую орбиту 19 декабря 2014 года РН «Стрела» с космодрома Байконур.

## Кондор-ФКА
В декабре 2014 года Роскосмос подвёл итоги открытого конкурса о создании космического комплекса на базе КА типа «Кондор-Э» под названием «Кондор-ФКА», победу в котором одержало НПО Машиностроения. Проект имел название «Создание космического комплекса радиолокационного оперативного всепогодного круглосуточного наблюдения Земли на базе космических аппаратов типа „Кондор-Э“ с радиолокатором S-диапазона». Фактически создание космического аппарата «Кондор-ФКА» началось с 2016 года.
Концерн «Вега» разработал и изготовил радиолокатор с синтезированной апертурой, предназначенный для получения радиолокационных изображений высокого и среднего разрешения.
ОНПП «Технология» (входит в Ростех) изготовил негерметичный корпус спутника, который должен позволить увеличить ресурс аппарата с 3—5 до 10—12 лет по сравнению с герметичными корпусами, которые со временем разрушается от столкновений с космическим мусором и других факторов. Также благодаря данной технологии была значительно снижена масса спутника, а его внутренние объёмы увеличены на 15 %.
Космическая система, получившая название «Кондор-ФКА», предназначена для получения радиолокационной информации в целях обеспечения круглосуточного всепогодного зондирования континентальных районов Земли и акватории Мирового океана.
Полная группировка спутников «Кондор-ФКА» должна состоять из двух космических аппаратов. Рабочие орбиты выбраны околополярные солнечно-синхронные, смещённые друг от друга на 8,88°, благодаря чему съёмка земной поверхности обеспечивается в диапазоне от −85° до +85°. Орбитальная группировка функционирует на двух орбитах с периодом замыкания трассы 16 суток (243 витка) и средней высотой ~518 км.
«Кондор-ФКА» № 1 успешно выведен на орбиту 27 мая 2023 года ракетой-носителем Союз-2.1а с разгонным блоком «Фрегат», с космодрома «Восточный». Обозначение спутника в системе NORAD — «COSMOS 2569», номер — 56756; номер COSPAR — 2023-074-A. Спутник начнет работу 1 января 2024 года.
«Кондор-ФКА» № 2 запустили с космодрома «Восточный» в 00:50 30 ноября 2024 года. .

### Характеристики
- Полоса съёмки: от 85° северной широты до 85° южной широты.
- Разрешение съёмки: от 1 до 12 метров в зависимости от режима съёмки.
- Полоса захвата: 10 × 10 км до 20 × 500 км.
- Максимальный объём информации, обрабатываемый за сутки от одного КА: 96 Гбайт.
- Максимальный объём информации, передаваемый на комплекс за сеанс связи от одного КА: 16 Гбайт.
- Тип антенны: зеркальная.
- Размер антенны (эффективный диаметр зеркала): 6 м.
- Масса аппарата: около 1000 кг.
- Срок существования: 5 лет.

## Кондор-ФКА-М
23 марта 2023 года представитель «Роскосмоса» Виталий Мироничев в рамках совещания с представителями органов исполнительной власти по вопросу особенностей выполнения заявок на космическую съёмку сообщил, что в настоящее время в разработке конструкторской документации сейчас находится космический аппарат «Кондор-ФКА-М», лётные испытания планируются на 2030 год.
27 мая 2023 года главный конструктор по направлению — директор Объединенной дирекции космических систем НПО Машиностроения Алексей Рабочий сообщил СМИ, что основная и самая интересная модернизация — это изменение геометрии радиолокатора, что позволит достичь разрешения до 0,5 метра при детальной съёмке (так же как и для «Кондор-ФКА», созданием нового поколения радаров для радиолокационных спутников «Кондор» занимается концерн «Вега»). Кроме того, увеличена располагаемая мощность космической платформы и энергетические характеристики радиолокатора, что существенно улучшит радиотехнические характеристики получаемых радиолокационных изображений.

## Запуски
- Кондор №1 — 2013 год.
- Кондор-Э №1 — 2014 год.
- Кондор-ФКА №1 — 27 мая 2023 года[26][18]
- Кондор-ФКА №2 — 30 ноября 2024 года[27].
- Кондор-ФКА № 3 — 2026 год[28]
- Кондор-ФКА № 4 — 2030 год[29]
- Кондор-ФКА-М — 2032 год